# Agata Polic
Agata Polic (ur. 4 listopada 1978 we Wrocławiu) – polska wokalistka punk rockowa i post punkowa.

## Kariera muzyczna
Wokalistka najbardziej znana ze współpracy z zespołem Blade Loki, do którego trafiła w 1999 roku. Jej mocny, charakterystyczny głos i ekspresyjne zachowanie na scenie, stały się nieodzownym elementem koncertów grupy. W 2008 roku tuż po nagraniu płyty Torpedo los!!! niespodziewanie opuściła zespół, by do niego powrócić na początku 2010 roku. Rezultatem tego była wydana w 2012 roku płyta FRRUUU. W 2015 roku Agata Polic i Blade Loki zakończyły współpracę. Od 2018 roku solistka udziela się we wrocławskim zespole elektropunkowym DDA. 
Od 2019 roku wraz z Rafałem Garcarkiem współtworzy solowy projekt pod nazwą POLYC. Wokalistce towarzyszą muzycy z zespołu Nanomach. Wspólnie tworzą utwory na bazie stylów post punk i zimna fala.

## Dyskografia

### Blade Loki
- 2000 Blada Płyta
- 2002 Psy i koty
- 2006 ...no pasaran
- 2009 Torpedo los!!!
- 2012 Frruuu[5]

## Filmografia

### Blade Loki
- 2001 „Punkowa Orkiestra Świątecznej Pomocy IX - 2001” część 1
- DVD – 2003 Przystanek Woodstock 2002, "Najgłośniejszy Film Polski" – utwór "Psy i koty"